# Türkiye Kupası 2016/17
Der Türkische Fußballpokal 2016/17 war die 55. Austragung des Fußballpokalwettbewerbs der Herren. Der Pokalwettbewerb begann am 29. August 2016 mit der Qualifikationsrunde. Das Finale fand am 31. Mai 2017 statt und wurde im Yeni Atatürk Stadı in Eskişehir ausgetragen. Der türkische Pokalsieger wurde zum ersten Mal Konyaspor.

## Teilnehmende Mannschaften
Für den türkischen Pokal waren folgende 158 Mannschaften teilnahmeberechtigt:
| Süper Lig die 18 Vereine der Saison 2016/17 | TFF 1. Lig die 18 Vereine der Saison 2016/17 | TFF 2. Lig die 36 Vereine der Saison 2016/17 | TFF 3. Lig die 55 Vereine der Saison 2016/17 | Bölgesel Amatör Lig 31 Mannschaften |
| Adanaspor Akhisar Belediyespor Alanyaspor Antalyaspor Beşiktaş Istanbul Bursaspor Çaykur Rizespor Fenerbahçe Istanbul Galatasaray Istanbul (TV) Gaziantepspor Gençlerbirliği Ankara Istanbul Başakşehir FK Kardemir Karabükspor Kasımpaşa Istanbul Kayserispor Konyaspor Osmanlıspor FK Trabzonspor | Adana Demirspor Altınordu Izmir Balıkesirspor Bandırmaspor Boluspor Büyükşehir Gaziantepspor Denizlispor Elazığspor Eskişehirspor Giresunspor Göztepe Izmir Manisaspor Mersin İdman Yurdu Samsunspor Şanlıurfaspor Sivasspor Ümraniyespor Yeni Malatyaspor | 1461 Trabzon Amed SK Anadolu Selçukluspor Aydınspor 1923 BB Erzurumspor Bucaspor Bugsaşspor Büyükçekmece Tepecikspor Etimesgut Belediyespor Eyüpspor Fatih Karagümrük SK Fethiyespor Gümüşhanespor Hacettepe SK Hatayspor İnegölspor İstanbulspor Kahramanmaraşspor Karşıyaka SK Kastamonuspor 1966 Kayseri Erciyesspor Keçiörengücü Kocaeli Birlikspor Kırklarelispor Menemen Belediyespor MKE Ankaragücü Nazilli Belediyespor Niğde Belediyespor Ofspor Pendikspor Sarıyer SK Sivas Belediyespor Tokatspor Tuzlaspor Üsküdar Anadolu 1908 SK Zonguldak Kömürspor | 12 Bingölspor 24 Erzincanspor Afjet Afyonspor Altay Izmir Ankara Adliyespor Ankara Demirspor Batman Petrolspor Bayburt Grup İl Özel İdare GS Bayrampaşaspor Bergama Belediyespor Beylerbeyi SK BB Bodrumspor Çatalcaspor Cizrespor Çorum Belediyespor Dardanelspor Darıca Gençlerbirliği Denizli Belediyespor Derincespor Dersimspor Diyarbekirspor Düzcespor Düzyurtspor Elaziz Belediyespor Erbaaspor Erzin Belediyespor Gölcükspor Halide Edip Adıvarspor Karacabey Birlik Spor Kartalspor Kemerspor 2003 Kırıkhanspor Kızılcabölükspor Kocaelispor Kozan Belediyespor Kütahyaspor Maltepespor Manavgatspor Manisa BB Muğlaspor Orduspor Orhangazispor Payasspor Pazarspor Sakaryaspor Sancaktepe Belediyespor Silivrispor Sultanbeyli Belediyespor Tarsus İdman Yurdu Tekirdağspor Tire 1922 Spor Türk Metal Kırıkkalespor Van BB Yeşil Bursa SK Yomraspor | 68 Aksaray Belediyespor Adıyaman 1954 Spor Ağrı 1970 Spor Altınova Belediyespor Araklı 1961 SK Artvin Hopaspor Ayancık Belediyespor Bartınspor Bozüyük Vitraspor Bucak Belediye Oğuzhanspor Edirnespor Eğirdirspor Hakkarispor FK Iğdır Aras SK Karaman Belediyespor Kilis Belediyespor Kurtalanspor Mardin 47 Spor Muşspor FC Nevşehirspor Osmaniyespor FK Sarıkamış Belediyespor Sarayönü Belediyespor Serhat Ardahanspor Sultangazispor Tatvan Gençlerbirliği Spor UTAŞ Uşakspor Yapraklı Belediyespor Yeni Amasyaspor Yeşil Kırşehirspor Yozgatspor 1959 FK |

## Qualifikationsrunde
Die Auslosung für die Qualifikationsrunde fand am 18. August 2016 statt.
| Datum            |                            | Ergebnis                         |                            |
| ---------------- | -------------------------- | -------------------------------- | -------------------------- |
| 29.08. 14:30 Uhr | Serhat Ardahanspor         | 2:1 (0:1)                        | Artvin Hopaspor            |
| 29.08. 14:30 Uhr | Iğdır Aras SK              | 2:1 (0:1)                        | Sarıkamış Belediyespor     |
| 29.08. 14:30 Uhr | Muşspor FC                 | 1:1 n. V. (1:1, 0:1) (4:2 i. E.) | Ağrı 1970 Spor             |
| 29.08. 14:30 Uhr | Mardin 47 Spor             | 1:1 n. V. (1:1, 0:0) (4:5 i. E.) | Kurtalanspor               |
| 29.08. 14:30 Uhr | Hakkarispor FK             | 3:1 n. V. (1:1, 1:0)             | Tatvan Gençlerbirliği Spor |
| 29.08. 14:30 Uhr | Bucak Belediye Oğuzhanspor | 1:1 n. V. (1:1, 1:0) (4:5 i. E.) | Karaman Belediyespor       |
| 29.08. 14:30 Uhr | Eğirdirspor                | 0:0 n. V. (3:4 i. E.)            | UTAŞ Uşakspor              |
| 29.08. 15:00 Uhr | Altınova Belediyespor      | 1:3 (1:0)                        | Edirnespor                 |
| 29.08. 15:00 Uhr | Bartınspor                 | 2:0 (0:0)                        | Bozüyük Vitraspor          |
| 29.08. 15:00 Uhr | Ayancık Belediyespor       | 1:10 (1:5)                       | Yeni Amasyaspor            |
| 29.08. 15:00 Uhr | Yapraklı Belediyespor      | 1:10 (0:7)                       | Yozgatspor 1959 FK         |
| 29.08. 15:00 Uhr | Yeşil Kırşehirspor         | 1:2 (1:1)                        | Nevşehirspor               |
| 29.08. 15:00 Uhr | Osmaniyespor FK            | 1:2 (1:1)                        | 68 Aksaray Belediyespor    |
| 29.08. 15:00 Uhr | Kilis Belediyespor         | 2:0 (0:0)                        | Adıyaman 1954 Spor         |

## 1. Hauptrunde
Die Auslosung fand am 1. September 2016, die Spiele fanden am 6. September statt. Zu den 14 siegreichen Amateur-Teams aus der Qualifikationsrunde stießen weitere 58 Mannschaften aus der TFF 3. Lig hinzu. Somit wurden 36 Paarungen ausgelost.
| Datum            |                       | Ergebnis                         |                          |
| ---------------- | --------------------- | -------------------------------- | ------------------------ |
| 06.09. 13:30 Uhr | Cizrespor             | 4:0 (2:0)                        | Hakkarispor FK           |
| 06.09. 13:30 Uhr | Orduspor              | 0:1 (0:0)                        | Türk Metal Kırıkkale     |
| 06.09. 13:30 Uhr | Pazarspor             | 1:3 (0:2)                        | Düzyurtspor              |
| 06.09. 13:30 Uhr | Elaziz Belediyespor   | 2:0 (2:0)                        | Iğdır Aras SK            |
| 06.09. 13:30 Uhr | 12 Bingölspor         | 1:1 n. V. (1:1, 0:0) (6:7 i. E.) | Dersimspor               |
| 06.09. 13:30 Uhr | Serhat Ardahanspor    | 1:0 (0:0)                        | Bayburt Grup Özel İdare  |
| 06.09. 13:30 Uhr | 24 Erzincanspor       | 1:0 (0:0)                        | Muşspor FC               |
| 06.09. 13:30 Uhr | Araklı 1961 SK        | 0:1 (0:1)                        | Yomraspor                |
| 06.09. 13:30 Uhr | Van BB                | 0:1 (0:0)                        | Kurtalanspor             |
| 06.09. 13:30 Uhr | Batman Petrolspor     | 0:4 (0:2)                        | Diyarbekirspor           |
| 06.09. 14:00 Uhr | Ankara Adliyespor     | 3:2 (0:1)                        | Erbaaspor                |
| 06.09. 14:00 Uhr | Nevşehirspor GK       | 2:0 (1:0)                        | 68 Aksaray Belediyespor  |
| 06.09. 14:00 Uhr | Ankara Demirspor      | 0:1 (0:0)                        | Yeni Amasyaspor          |
| 06.09. 14:00 Uhr | Çorum Belediyespor    | 4:1 (1:0)                        | Bartınspor               |
| 06.09. 14:00 Uhr | Karaman Belediyespor  | 2:1 (1:0)                        | Tarsus İdman Yurdu       |
| 06.09. 14:00 Uhr | Kırıkhanspor          | 2:0 (1:0)                        | Kozan Belediyespor       |
| 06.09. 14:00 Uhr | Sarayönü Belediyespor | 1:0 (0:0)                        | Kilis Belediyespor       |
| 06.09. 14:30 Uhr | Yeşil Bursa SK        | 1:0 (1:0)                        | Karacabey Birlikspor     |
| 06.09. 14:30 Uhr | Darıca Gençlerbirliği | 1:0 (0:0)                        | Gölcükspor               |
| 06.09. 14:30 Uhr | Halide Edip Adıvar SK | 1:0 (0:0)                        | Çatalcaspor              |
| 06.09. 14:30 Uhr | Tekirdağspor          | 0:3 (0:1)                        | Bayrampaşaspor           |
| 06.09. 14:30 Uhr | Kütahyaspor           | 1:0 (0:0)                        | Denizli BB               |
| 06.09. 14:30 Uhr | Beylerbeyi SK         | 0:1 n. V.                        | Sancaktepe Belediyespor  |
| 06.09. 14:30 Uhr | Tire 1922 Spor        | 1:0 (1:0)                        | Utaş Uşakspor            |
| 06.09. 14:30 Uhr | Manavgatspor          | 1:0 (1:0)                        | Erzin Belediyespor       |
| 06.09. 14:30 Uhr | BB Bodrumspor         | 0:0 n. V. (4:3 i. E.)            | Muğlaspor                |
| 06.09. 14:30 Uhr | Kızılcabölükspor      | 5:2 n. V. (2:2, 1:2)             | Altay Izmir              |
| 06.09. 14:30 Uhr | Silivrispor           | 1:0 (0:0)                        | Edirnespor               |
| 06.09. 14:30 Uhr | Kemerspor 2003        | 2:0 (1:0)                        | Payasspor                |
| 06.09. 14:30 Uhr | Manisa BB             | 3:2 n. V. (2:2, 0:1)             | Bergama Belediyespor     |
| 06.09. 14:30 Uhr | Derincespor           | 1:2 n. V. (1:1, 1:1)             | Sakaryaspor              |
| 06.09. 14:30 Uhr | Kartalspor            | 3:1 n. V. (1:1, 1:0)             | Maltepespor              |
| 06.09. 14:30 Uhr | Afjet Afyonspor       | 2:0 (0:0)                        | Yozgatspor 1959 FK       |
| 06.09. 14:00 Uhr | Düzcespor             | 3:1 n. V. (1:1, 1:1)             | Kocaelispor              |
| 06.09. 14:30 Uhr | Dardanelspor          | 0:1 (0:1)                        | Orhangazispor            |
| 06.09. 14:30 Uhr | Sultangazispor        | 1:1 n. V. (1:1, 0:0) (3:4 i. E.) | Sultanbeyli Belediyespor |

## 2. Hauptrunde
Die Auslosung fand am 8. September 2016 statt. Zu den 36 siegreichen Teams aus der 1. Hauptrunde stießen nun weitere 36 Teams aus der TFF 2. Lig, 18 Teams aus der TFF 1. Lig und acht Teams aus der Süper Lig hinzu. Es wurden 49 Spielpaarungen gelost, welche vom 20. bis zum 22. September ausgetragen wurden.
| Datum            |                          | Ergebnis                         |                          |
| ---------------- | ------------------------ | -------------------------------- | ------------------------ |
| 20.09. 11:30 Uhr | Ofspor                   | 5:3 (2:2)                        | Kardemir Karabükspor     |
| 20.09. 14:00 Uhr | Orhangazispor            | 2:3 n. V. (2:2, 1:1)             | Kayserispor              |
| 20.09. 15:30 Uhr | Elazığspor               | 6:4 (3:3)                        | Sarayönü Belediyespor    |
| 20.09. 17:30 Uhr | Afjet Afyonspor          | 2:1 (0:0)                        | Karşıyaka SK             |
| 20.09. 20:00 Uhr | Aytemiz Alanyaspor       | 0:1 (0:0)                        | Sancaktepe Belediyespor  |
| 21.09. 11:00 Uhr | 24 Erzincanspor          | 3:2 (2:1)                        | Adanaspor                |
| 21.09. 12:00 Uhr | Cizrespor                | 0:2 (0:0)                        | Aydınspor 1923           |
| 21.09. 13:00 Uhr | Dersimspor               | 1:0 (0:0)                        | Eskişehirspor            |
| 21.09. 13:00 Uhr | Manisa BB                | 2:4 (0:2)                        | Çaykur Rizespor          |
| 21.09. 13:00 Uhr | Elaziz Belediyespor      | 4:2 (2:0)                        | Tokatspor                |
| 21.09. 13:00 Uhr | Hatayspor                | 0:1 (0:1)                        | Balıkesirspor            |
| 21.09. 13:00 Uhr | Yomraspor                | 0:0 n. V. (4:1 i. E.)            | İstanbulspor             |
| 21.09. 13:00 Uhr | Kayseri Erciyesspor      | 0:1 (0:1)                        | Yeni Amasyaspor          |
| 21.09. 13:00 Uhr | Düzyurtspor              | 2:0 (1:0)                        | 1461 Trabzon             |
| 21.09. 13:00 Uhr | Amed SK                  | 2:0 (0:0)                        | Niğde Belediyespor       |
| 21.09. 13:00 Uhr | Kırıkhanspor             | 1:3 n. V. (1:1, 1:1)             | Fethiyespor              |
| 21.09. 13:00 Uhr | Sivas Belediyespor       | 1:2 n. V. (1:1, 0:0)             | Bucaspor                 |
| 21.09. 13:30 Uhr | Kastamonuspor 1966       | 1:2 (0:1)                        | Tuzlaspor                |
| 21.09. 13:30 Uhr | Keçiörengücü             | 2:0 (0:0)                        | Anadolu Üsküdar 1908     |
| 21.09. 13:30 Uhr | Zonguldak Kömürspor      | 1:2 (1:0)                        | Şanlıurfaspor            |
| 21.09. 13:30 Uhr | Ankara Adliyespor        | 0:3 (0:2)                        | Menemen Belediyespor     |
| 21.09. 13:30 Uhr | Karaman Belediyespor     | 2:3 (2:1)                        | Gümüşhanespor            |
| 21.09. 14:00 Uhr | Silivrispor              | 1:1 n. V. (1:1, 1:1) (2:4 i. E.) | Ümraniyespor             |
| 21.09. 14:00 Uhr | Kahramanmaraşspor        | 2:1 (0:1)                        | Hacettepespor            |
| 21.09. 14:00 Uhr | Nazilli Belediyespor     | 3:0 (0:0)                        | Kartalspor               |
| 21.09. 14:00 Uhr | Anadolu Selçukluspor     | 1:0 (0:0)                        | Altınordu Izmir          |
| 21.09. 14:00 Uhr | Pendikspor               | 3:2 (2:1)                        | Türk Metal Kırıkkalespor |
| 21.09. 14:00 Uhr | Boluspor                 | 4:0 (3:0)                        | Nevşehirspor Gençlik     |
| 21.09. 14:00 Uhr | Darıca Gençlerbirliği    | 2:0 (0:0)                        | MKE Ankaragücü           |
| 21.09. 14:00 Uhr | Kırklarelispor           | 2:1 (0:1)                        | Etimesgut Belediyespor   |
| 21.09. 14:00 Uhr | Fatih Karagümrük SK      | 1:0 (1:0)                        | Giresunspor              |
| 21.09. 14:00 Uhr | Bandırmaspor             | 3:1 (1:0)                        | Yeşil Bursa SK           |
| 21.09. 14:00 Uhr | Büyükçekmece Tepecikspor | 2:2 n. V. (1:1, 1:1) (6:5 i. E.) | Manavgatspor             |
| 21.09. 14:00 Uhr | İnegölspor               | 3:0 (1:0)                        | Halide Edip Adıvarspor   |
| 21.09. 14:00 Uhr | Sarıyer SK               | 1:0 (0:0)                        | BB Bodrumspor            |
| 21.09. 14:00 Uhr | Kocaeli Birlikspor       | 2:0 (0:0)                        | Sakaryaspor              |
| 21.09. 15:30 Uhr | Yeni Malatyaspor         | 4:0 (1:0)                        | Kurtalanspor             |
| 21.09. 15:30 Uhr | Samsunspor               | 1:1 n. V. (1:1, 1:1) (5:4 i. E.) | Diyarbekirspor           |
| 21.09. 18:00 Uhr | Trabzonspor              | 6:0 (1:0)                        | Serhat Ardahanspor       |
| 21.09. 18:00 Uhr | Manisaspor               | 1:3 n. V. (1:1, 0:0)             | Çorum Belediyespor       |
| 21.09. 20:30 Uhr | Adana Demirspor          | 1:3 (1:2)                        | BB Erzurumspor           |
| 22.09. 11:00 Uhr | Eyüpspor                 | 0:2 (0:0)                        | Gaziantepspor            |
| 22.09. 13:00 Uhr | Bayrampaşaspor           | 0:1 (0:0)                        | Bursaspor                |
| 22.09. 13:30 Uhr | Bugsaşspor               | 2:0 (0:0)                        | Sultanbeyli Belediyespor |
| 22.09. 14:00 Uhr | Kızılcabölükspor         | 5:1 (3:0)                        | Mersin İdman Yurdu       |
| 22.09. 15:30 Uhr | Denizlispor              | 2:1 (1:0)                        | Kemerspor 2003           |
| 22.09. 15:30 Uhr | Sivasspor                | 3:1 (2:0)                        | Tire 1922 Spor           |
| 22.09. 18:00 Uhr | Büyükşehir Gaziantepspor | 0:0 n. V. (3:2 i. E.)            | Düzcespor                |
| 22.09. 20:30 Uhr | Göztepe Izmir            | 5:0 (2:0)                        | Kütahyaspor              |

## 3. Hauptrunde
Zu den siegreichen 49 Teams aus der 2. Hauptrunde stießen noch Galatasaray Istanbul, Kasımpaşa Istanbul, Akhisar Belediyespor, Antalyaspor und Gençlerbirliği Ankara hinzu. Am 28. September 2016 wurden 27 Paarungen gelost. Die Sieger qualifizierten sich für die Gruppenphase. Die Spiele wurden vom 25. bis 27. Oktober 2016 ausgetragen.
| Datum            |                          | Ergebnis                         |                          |
| ---------------- | ------------------------ | -------------------------------- | ------------------------ |
| 25.10. 11:00 Uhr | Pendikspor               | 0:1 (0:1)                        | Gençlerbirliği Ankara    |
| 25.10. 12:00 Uhr | Amed SK                  | 2:1 (2:0)                        | Keçiörengücü             |
| 25.10. 13:00 Uhr | Bandırmaspor             | 2:2 n. V. (1:1, 1:1) (3:4 i. E.) | Sancaktepe Belediyespor  |
| 25.10. 13:00 Uhr | 24 Erzincanspor          | 2:1 (2:1)                        | Yeni Malatyaspor         |
| 25.10. 13:00 Uhr | Kızılcabölükspor         | 2:1 n. V. (1:1, 1:1)             | Kocaeli Birlikspor       |
| 25.10. 15:30 Uhr | Elazığspor               | 1:1 n. V. (1:1, 0:1) (4:1 i. E.) | Ofspor                   |
| 25.10. 16:15 Uhr | Gaziantepspor            | 1:0 (1:0)                        | Düzyurtspor              |
| 25.10. 18:00 Uhr | Çaykur Rizespor          | 3:0 (1:0)                        | Fethiyespor              |
| 25.10. 19:00 Uhr | Galatasaray Istanbul     | 5:1 (3:0)                        | Dersimspor               |
| 26.10. 11:00 Uhr | İnegölspor               | 3:2 (1:0)                        | Sarıyer SK               |
| 26.10. 12:30 Uhr | Gümüşhanespor            | 2:1 (1:0)                        | Anadolu Selçukluspor     |
| 26.10. 13:15 Uhr | Çorum Belediyespor       | 1:2 n. V. (1:1, 1:0)             | Trabzonspor              |
| 26.10. 13:30 Uhr | Kırklarelispor           | 2:1 (2:1)                        | Büyükşehir Gaziantepspor |
| 26.10. 13:30 Uhr | Büyükçekmece Tepecikspor | 0:2 (0:1)                        | Şanlıurfaspor            |
| 26.10. 14:00 Uhr | Sivasspor                | 3:2 (2:1)                        | Bugsaşspor               |
| 26.10. 14:00 Uhr | Samsunspor               | 1:4 (1:3)                        | Menemen Belediyespor     |
| 26.10. 14:00 Uhr | Afjet Afyonspor          | 1:1 n. V. (1:1, 1:0) (3:4 i. E.) | Ümraniyespor             |
| 26.10. 14:00 Uhr | Balıkesirspor            | 0:0 n. V. (1:4 i. E.)            | Darıca Gençlerbirliği    |
| 26.10. 14:00 Uhr | Boluspor                 | 1:0 n. V.                        | Elaziz Belediyespor      |
| 26.10. 15:30 Uhr | Akhisar Belediyespor     | 5:2 (4:0)                        | Nazilli Belediyespor     |
| 26.10. 18:00 Uhr | BB Erzurumspor           | 1:4 (1:2)                        | Tuzlaspor                |
| 26.10. 20:00 Uhr | Bursaspor                | 3:0 (1:0)                        | Yomraspor                |
| 27.10. 11:00 Uhr | Fatih Karagümrük SK      | 0:3 (0:0)                        | Göztepe Izmir            |
| 27.10. 12:30 Uhr | Yeni Amasyaspor          | 1:0 (0:0)                        | Denizlispor              |
| 27.10. 13:30 Uhr | Aydınspor 1923           | 1:0 (1:0)                        | Antalyaspor              |
| 27.10. 17:30 Uhr | Kasımpaşa Istanbul       | 2:0 (0:0)                        | Kahramanmaraşspor        |
| 27.10. 20:00 Uhr | Kayserispor              | 1:0 (1:0)                        | Bucaspor                 |

## Gruppenphase
Zu den siegreichen 27 Teams aus der 3. Hauptrunde waren Beşiktaş Istanbul, Fenerbahçe Istanbul, Konyaspor, Istanbul Başakşehir und Osmanlıspor FK automatisch für die Gruppenphase qualifiziert. Es wurden acht Gruppen mit je vier Mannschaften gelost, welche im Hin- und Rückspiel Modus gespielt wurden. Die Gruppensieger und -Zweiten qualifizierten sich für das Achtelfinale.

### Gruppe A
| Pl. | Verein         | Sp. | S | U | N | Tore    | Diff. | Punkte |
| --- | -------------- | --- | - | - | - | ------- | ----- | ------ |
| 1.  | Şanlıurfaspor  | 6   | 5 | 0 | 1 | 012:500 | +7    | 15     |
| 2.  | Osmanlıspor FK | 6   | 4 | 0 | 2 | 012:600 | +6    | 12     |
| 3.  | Gaziantepspor  | 6   | 3 | 0 | 3 | 009:600 | +3    | 09     |
| 4.  | Kırklarelispor | 6   | 0 | 0 | 6 | 002:180 | −16   | 0      |

| 30. November 2016 |           |                |                             |
| Şanlıurfaspor     | 4:1 (1:1) | Kırklarelispor | Şanlıurfa GAP Stadı         |
| 1. Dezember 2016  |           |                |                             |
| Osmanlıspor FK    | 2:1 (2:0) | Gaziantepspor  | Osmanlı Stadı               |
| 14. Dezember 2016 |           |                |                             |
| Kırklarelispor    | 1:3 (1:2) | Osmanlıspor FK | Kırklareli Atatürk Stadyumu |
| Gaziantepspor     | 0:3 (0:3) | Şanlıurfaspor  | Kâmil Ocak Stadı            |
| 21. Dezember 2016 |           |                |                             |
| Gaziantepspor     | 2:0 (1:0) | Kırklarelispor | Kâmil Ocak Stadı            |
| Osmanlıspor FK    | 1:2 (1:0) | Şanlıurfaspor  | Osmanlı Stadı               |
| 27. Dezember 2016 |           |                |                             |
| Kırklarelispor    | 0:4 (0:3) | Gaziantepspor  | Kırklareli Atatürk Stadyumu |
| 29. Dezember 2016 |           |                |                             |
| Şanlıurfaspor     | 0:3 (0:0) | Osmanlıspor FK | Şanlıurfa GAP Stadı         |
| 19. Januar 2017   |           |                |                             |
| Gaziantepspor     | 2:0 (1:0) | Osmanlıspor FK | Kâmil Ocak Stadı            |
| Kırklarelispor    | 0:2 (0:1) | Şanlıurfaspor  | Kırklareli Atatürk Stadyumu |
| 25. Januar 2017   |           |                |                             |
| Osmanlıspor FK    | 3:0 (2:0) | Kırklarelispor | Osmanlı Stadı               |
| 26. Januar 2017   |           |                |                             |
| Şanlıurfaspor     | 1:0 (0:0) | Gaziantepspor  | Şanlıurfa GAP Stadı         |

### Gruppe B
| Pl. | Verein                  | Sp. | S | U | N | Tore    | Diff. | Punkte |
| --- | ----------------------- | --- | - | - | - | ------- | ----- | ------ |
| 1.  | Kasımpaşa Istanbul      | 6   | 5 | 0 | 1 | 018:130 | +5    | 15     |
| 2.  | Çaykur Rizespor         | 6   | 4 | 1 | 1 | 018:500 | +13   | 13     |
| 3.  | Sancaktepe Belediyespor | 6   | 1 | 1 | 4 | 005:140 | −9    | 04     |
| 4.  | İnegölspor              | 6   | 0 | 2 | 4 | 004:130 | −9    | 02     |

| 1. Dezember 2016        |           |                         |                            |
| Çaykur Rizespor         | 5:0 (2:0) | İnegölspor              | Çaykur Didi Stadı          |
| Sancaktepe Belediyespor | 1:2 (0:0) | Kasımpaşa Istanbul      | 15 Temmuz Stadı            |
| 13. Dezember 2016       |           |                         |                            |
| Kasımpaşa Istanbul      | 1:6 (0:2) | Çaykur Rizespor         | Recep Tayyip Erdoğan Stadı |
| 14. Dezember 2016       |           |                         |                            |
| İnegölspor              | 1:2 (0:1) | Sancaktepe Belediyespor | İnegöl İlçe Stadyumu       |
| 20. Dezember 2016       |           |                         |                            |
| Kasımpaşa Istanbul      | 3:2 (3:2) | İnegölspor              | Recep Tayyip Erdoğan Stadı |
| 21. Dezember 2016       |           |                         |                            |
| Sancaktepe Belediyespor | 0:1 (0:0) | Çaykur Rizespor         | 15 Temmuz Stadı            |
| 27. Dezember 2016       |           |                         |                            |
| Çaykur Rizespor         | 4:1 (1:1) | Sancaktepe Belediyespor | Çaykur Didi Stadı          |
| 28. Dezember 2016       |           |                         |                            |
| İnegölspor              | 1:3 (0:3) | Kasımpaşa Istanbul      | İnegöl İlçe Stadyumu       |
| 17. Januar 2017         |           |                         |                            |
| İnegölspor              | 0:0       | Çaykur Rizespor         | İnegöl İlçe Stadyumu       |
| 18. Januar 2017         |           |                         |                            |
| Kasımpaşa Istanbul      | 6:1 (4:0) | Sancaktepe Belediyespor | Recep Tayyip Erdoğan Stadı |
| 24. Januar 2017         |           |                         |                            |
| Sancaktepe Belediyespor | 0:0       | İnegölspor              | 15 Temmuz Stadı            |
| 25. Januar 2017         |           |                         |                            |
| Çaykur Rizespor         | 2:3 (0:1) | Kasımpaşa Istanbul      | Çaykur Didi Stadı          |

### Gruppe C
| Pl. | Verein                | Sp. | S | U | N | Tore    | Diff. | Punkte |
| --- | --------------------- | --- | - | - | - | ------- | ----- | ------ |
| 1.  | Gençlerbirliği Ankara | 6   | 4 | 1 | 1 | 020:600 | +14   | 13     |
| 2.  | Fenerbahçe Istanbul   | 6   | 3 | 2 | 1 | 014:500 | +9    | 11     |
| 3.  | Menemen Belediyespor  | 6   | 2 | 1 | 3 | 007:150 | −8    | 07     |
| 4.  | Amed SK               | 6   | 0 | 2 | 4 | 004:190 | −15   | 02     |

| 30. November 2016     |           |                       |                                 |
| Fenerbahçe Istanbul   | 1:2 (1:0) | Gençlerbirliği Ankara | Şükrü Saracoğlu Stadı           |
| Menemen Belediyespor  | 2:1 (1:1) | Amed SK               | Menemen İlçe Stadyumu           |
| 15. Dezember 2016     |           |                       |                                 |
| Amed SK               | 1:1 (0:1) | Fenerbahçe Istanbul   | Seyrantepe Diski Spor Tesisleri |
| Gençlerbirliği Ankara | 3:0 (0:0) | Menemen Belediyespor  | Ankara 19 Mayıs Stadı           |
| 22. Dezember 2016     |           |                       |                                 |
| Menemen Belediyespor  | 0:1 (0:1) | Fenerbahçe Istanbul   | Menemen İlçe Stadyumu           |
| 29. Dezember 2016     |           |                       |                                 |
| Fenerbahçe Istanbul   | 6:0 (2:0) | Menemen Belediyespor  | Şükrü Saracoğlu Stadı           |
| Gençlerbirliği Ankara | 6:0 (3:0) | Amed SK               | Ankara 19 Mayıs Stadı           |
| 8. Januar 2017        |           |                       |                                 |
| Amed SK               | 0:5 (0:0) | Gençlerbirliği Ankara | Seyrantepe Diski Spor Tesisleri |
| 18. Januar 2017       |           |                       |                                 |
| Amed SK               | 2:2 (1:1) | Menemen Belediyespor  | Seyrantepe Diski Spor Tesisleri |
| Gençlerbirliği Ankara | 2:2 (1:2) | Fenerbahçe Istanbul   | Ankara 19 Mayıs Stadı           |
| 25. Januar 2017       |           |                       |                                 |
| Fenerbahçe Istanbul   | 3:0 (3:0) | Amed SK               | Şükrü Saracoğlu Stadı           |
| Menemen Belediyespor  | 3:2 (1:0) | Gençlerbirliği Ankara | Menemen İlçe Stadyumu           |

### Gruppe D
| Pl. | Verein                | Sp. | S | U | N | Tore    | Diff. | Punkte |
| --- | --------------------- | --- | - | - | - | ------- | ----- | ------ |
| 1.  | Beşiktaş Istanbul     | 6   | 4 | 2 | 0 | 011:400 | +7    | 14     |
| 2.  | Kayserispor           | 6   | 2 | 2 | 2 | 009:600 | +3    | 08     |
| 3.  | Boluspor              | 6   | 1 | 3 | 2 | 005:800 | −3    | 06     |
| 4.  | Darıca Gençlerbirliği | 6   | 1 | 1 | 4 | 006:130 | −7    | 04     |

| 29. November 2016     |           |                       |                         |
| Darıca Gençlerbirliği | 1:2 (0:0) | Beşiktaş Istanbul     | İsmetpaşa-Stadion       |
| Kayserispor           | 3:0 (0:0) | Boluspor              | Kayseri Kadir Has Stadı |
| 13. Dezember 2016     |           |                       |                         |
| Boluspor              | 3:1 (1:1) | Darıca Gençlerbirliği | Bolu Atatürk Stadı      |
| 14. Dezember 2016     |           |                       |                         |
| Beşiktaş Istanbul     | 2:1 (0:0) | Kayserispor           | Vodafone Arena          |
| 20. Dezember 2016     |           |                       |                         |
| Boluspor              | 1:1 (0:0) | Beşiktaş Istanbul     | Bolu Atatürk Stadı      |
| 22. Dezember 2016     |           |                       |                         |
| Kayserispor           | 3:1 (1:0) | Darıca Gençlerbirliği | Kayseri Kadir Has Stadı |
| 27. Dezember 2016     |           |                       |                         |
| Beşiktaş Istanbul     | 2:0 (1:0) | Boluspor              | Vodafone Arena          |
| 28. Dezember 2016     |           |                       |                         |
| Darıca Gençlerbirliği | 2:1 (1:0) | Kayserispor           | Darıca İlçe Stadı       |
| 17. Januar 2017       |           |                       |                         |
| Boluspor              | 0:0       | Kayserispor           | Bolu Atatürk Stadı      |
| 19. Januar 2017       |           |                       |                         |
| Beşiktaş Istanbul     | 3:0 (2:0) | Darıca Gençlerbirliği | Vodafone Arena          |
| 26. Januar 2017       |           |                       |                         |
| Darıca Gençlerbirliği | 1:1 (0:1) | Boluspor              | Darıca İlçe Stadı       |
| Kayserispor           | 1:1 (1:1) | Beşiktaş Istanbul     | Kayseri Kadir Has Stadı |

### Gruppe E
| Pl. | Verein               | Sp. | S | U | N | Tore    | Diff. | Punkte |
| --- | -------------------- | --- | - | - | - | ------- | ----- | ------ |
| 1.  | Tuzlaspor            | 6   | 4 | 1 | 1 | 011:500 | +6    | 13     |
| 2.  | Galatasaray Istanbul | 6   | 3 | 2 | 1 | 016:900 | +7    | 11     |
| 3.  | 24 Erzincanspor      | 6   | 2 | 1 | 3 | 010:140 | −4    | 07     |
| 4.  | Elazığspor           | 6   | 0 | 2 | 4 | 005:140 | −9    | 02     |

| 30. November 2016    |           |                      |                              |
| Galatasaray Istanbul | 1:1 (1:0) | Elazığspor           | Türk Telekom Arena           |
| Tuzlaspor            | 4:0 (1:0) | 24 Erzincanspor      | Tuzla Stadyumu               |
| 13. Dezember 2016    |           |                      |                              |
| Elazığspor           | 0:1 (0:1) | Tuzlaspor            | Elazığ Atatürk Stadı         |
| 14. Dezember 2016    |           |                      |                              |
| 24 Erzincanspor      | 1:1 (0:0) | Galatasaray Istanbul | Erzincan 13 Şubat Stadyumu   |
| 20. Dezember 2016    |           |                      |                              |
| Elazığspor           | 0:4 (0:2) | 24 Erzincanspor      | Elazığ Atatürk Stadı         |
| 21. Dezember 2016    |           |                      |                              |
| Galatasaray Istanbul | 2:1 (0:0) | Tuzlaspor            | Türk Telekom Arena           |
| 27. Dezember 2016    |           |                      |                              |
| 24 Erzincanspor      | 3:2 (2:1) | Elazığspor           | Erzincan 13 Şubat Stadyumu   |
| 28. Dezember 2016    |           |                      |                              |
| Tuzlaspor            | 3:2 (0:1) | Galatasaray Istanbul | Başakşehir Fatih Terim Stadı |
| 17. Januar 2017      |           |                      |                              |
| Elazığspor           | 1:4 (0:1) | Galatasaray Istanbul | Elazığ Atatürk Stadı         |
| 24 Erzincanspor      | 0:1 (0:0) | Tuzlaspor            | Erzincan 13 Şubat Stadyumu   |
| 24. Januar 2017      |           |                      |                              |
| Galatasaray Istanbul | 6:2 (3:2) | 24 Erzincanspor      | Türk Telekom Arena           |
| Tuzlaspor            | 1:1 (0:0) | Elazığspor           | Tuzla Stadyumu               |

### Gruppe F
| Pl. | Verein              | Sp. | S | U | N | Tore    | Diff. | Punkte |
| --- | ------------------- | --- | - | - | - | ------- | ----- | ------ |
| 1.  | Istanbul Başakşehir | 6   | 4 | 2 | 0 | 011:200 | +9    | 14     |
| 2.  | Sivasspor           | 6   | 3 | 1 | 2 | 008:600 | +2    | 10     |
| 3.  | Göztepe Izmir       | 6   | 2 | 0 | 4 | 007:130 | −6    | 06     |
| 4.  | Yeni Amasyaspor     | 6   | 1 | 1 | 4 | 006:110 | −5    | 04     |

| 29. November 2016  |           |                    |                              |
| Sivasspor          | 0:1 (0:0) | Göztepe Izmir      | Sivas Arena                  |
| Yeni Amasyaspor    | 0:1 (0:0) | Medipol Başakşehir | Amasya 12 Haziran Stadyumu   |
| 13. Dezember 2016  |           |                    |                              |
| Göztepe Izmir      | 2:0 (0:0) | Yeni Amasyaspor    | Bornova İlçe Stadı           |
| Medipol Başakşehir | 2:0 (1:0) | Sivasspor          | Başakşehir Fatih Terim Stadı |
| 20. Dezember 2016  |           |                    |                              |
| Medipol Başakşehir | 6:2 (4:2) | Göztepe Izmir      | Başakşehir Fatih Terim Stadı |
| Yeni Amasyaspor    | 2:3 (0:1) | Sivasspor          | Amasya 12 Haziran Stadyumu   |
| 27. Dezember 2016  |           |                    |                              |
| Sivasspor          | 3:1 (1:0) | Yeni Amasyaspor    | Sivas Arena                  |
| 28. Dezember 2016  |           |                    |                              |
| Göztepe Izmir      | 0:2 (0:1) | Medipol Başakşehir | Bornova İlçe Stadı           |
| 18. Januar 2017    |           |                    |                              |
| Göztepe Izmir      | 0:2 (0:0) | Sivasspor          | İzmir Atatürk Stadyumu       |
| 19. Januar 2017    |           |                    |                              |
| Medipol Başakşehir | 0:0       | Yeni Amasyaspor    | Başakşehir Fatih Terim Stadı |
| 24. Januar 2017    |           |                    |                              |
| Sivasspor          | 0:0       | Medipol Başakşehir | Sivas Arena                  |
| 26. Januar 2017    |           |                    |                              |
| Yeni Amasyaspor    | 3:2 (3:0) | Göztepe Izmir      | Amasya 12 Haziran Stadyumu   |

### Gruppe G
| Pl. | Verein               | Sp. | S | U | N | Tore    | Diff. | Punkte |
| --- | -------------------- | --- | - | - | - | ------- | ----- | ------ |
| 1.  | Akhisar Belediyespor | 6   | 3 | 2 | 1 | 012:800 | +4    | 11     |
| 2.  | Ümraniyespor         | 6   | 3 | 0 | 3 | 006:700 | −1    | 09     |
| 3.  | Bursaspor            | 6   | 2 | 2 | 2 | 009:900 | ±0    | 08     |
| 4.  | Aydınspor 1923       | 6   | 1 | 2 | 3 | 005:800 | −3    | 05     |

| 29. November 2016    |           |                      |                       |
| Ümraniyespor         | 3:1 (0:1) | Aydınspor 1923       | Ümraniye İlçe Stadı   |
| 30. November 2016    |           |                      |                       |
| Akhisar Belediyespor | 3:3 (3:2) | Bursaspor            | Manisa 19 Mayıs Stadı |
| 14. Dezember 2016    |           |                      |                       |
| Aydınspor 1923       | 2:2 (0:1) | Akhisar Belediyespor | Adnan Menderes Stadı  |
| 15. Dezember 2016    |           |                      |                       |
| Bursaspor            | 3:0 (2:0) | Ümraniyespor         | Timsah Arena          |
| 21. Dezember 2016    |           |                      |                       |
| Ümraniyespor         | 1:2 (1:1) | Akhisar Belediyespor | Ümraniye İlçe Stadı   |
| 22. Dezember 2016    |           |                      |                       |
| Aydınspor 1923       | 1:0 (1:0) | Bursaspor            | Adnan Menderes Stadı  |
| 28. Dezember 2016    |           |                      |                       |
| Akhisar Belediyespor | 0:1 (0:0) | Ümraniyespor         | Manisa 19 Mayıs Stadı |
| 29. Dezember 2016    |           |                      |                       |
| Bursaspor            | 1:1 (1:0) | Aydınspor 1923       | Timsah Arena          |
| 17. Januar 2017      |           |                      |                       |
| Bursaspor            | 1:4 (1:2) | Akhisar Belediyespor | Timsah Arena          |
| 18. Januar 2017      |           |                      |                       |
| Aydınspor 1923       | 0:1 (0:1) | Ümraniyespor         | Adnan Menderes Stadı  |
| 24. Januar 2017      |           |                      |                       |
| Akhisar Belediyespor | 1:0 (0:0) | Aydınspor 1923       | Manisa 19 Mayıs Stadı |
| 25. Januar 2017      |           |                      |                       |
| Ümraniyespor         | 0:1 (0:0) | Bursaspor            | Ümraniye İlçe Stadı   |

### Gruppe H
| Pl. | Verein           | Sp. | S | U | N | Tore    | Diff. | Punkte |
| --- | ---------------- | --- | - | - | - | ------- | ----- | ------ |
| 1.  | Konyaspor        | 6   | 3 | 2 | 1 | 009:200 | +7    | 11     |
| 2.  | Gümüşhanespor    | 6   | 2 | 3 | 1 | 005:600 | −1    | 09     |
| 3.  | Trabzonspor      | 6   | 2 | 3 | 1 | 008:300 | +5    | 09     |
| 4.  | Kızılcabölükspor | 6   | 0 | 2 | 4 | 002:130 | −11   | 02     |

| 1. Dezember 2016  |           |                  |                           |
| Kızılcabölükspor  | 0:4 (0:2) | Konyaspor        | Denizli Atatürk Stadı     |
| Trabzonspor       | 1:2 (1:1) | Gümüşhanespor    | Hüseyin Avni Aker Stadı   |
| 14. Dezember 2016 |           |                  |                           |
| Konyaspor         | 0:0       | Trabzonspor      | Konya Büyükşehir Stadı    |
| 15. Dezember 2016 |           |                  |                           |
| Gümüşhanespor     | 1:0 (0:0) | Kızılcabölükspor | Gümüşhane Yenişehir Stadı |
| 21. Dezember 2016 |           |                  |                           |
| Gümüşhanespor     | 1:1 (0:0) | Konyaspor        | Gümüşhane Yenişehir Stadı |
| 22. Dezember 2016 |           |                  |                           |
| Trabzonspor       | 5:0 (3:0) | Kızılcabölükspor | Hüseyin Avni Aker Stadı   |
| 28. Dezember 2016 |           |                  |                           |
| Konyaspor         | 3:0 (1:0) | Gümüşhanespor    | Konya Büyükşehir Stadı    |
| 29. Dezember 2016 |           |                  |                           |
| Kızılcabölükspor  | 1:1 (0:1) | Trabzonspor      | Kızılcabölük Semt Sahası  |
| 17. Januar 2017   |           |                  |                           |
| Konyaspor         | 1:0 (1:0) | Kızılcabölükspor | Konya Büyükşehir Stadı    |
| 18. Januar 2017   |           |                  |                           |
| Gümüşhanespor     | 0:0       | Trabzonspor      | Gümüşhane Yenişehir Stadı |
| 24. Januar 2017   |           |                  |                           |
| Kızılcabölükspor  | 1:1 (1:0) | Gümüşhanespor    | Kızılcabölük Semt Sahası  |
| 26. Januar 2017   |           |                  |                           |
| Trabzonspor       | 1:0 (1:0) | Konyaspor        | Hüseyin Avni Aker Stadı   |

## K.-o.-Phase

### Achtelfinale
Die acht Gruppensieger haben Heimrecht gegen die acht Gruppen-Zweiten.
| Datum            |                       | Ergebnis             |                      |
| ---------------- | --------------------- | -------------------- | -------------------- |
| 04.02. 14:00 Uhr | Tuzlaspor             | 1:4 (0:2)            | Sivasspor            |
| 04.02. 16:15 Uhr | Gençlerbirliği Ankara | 2:3 (0:2)            | Kayserispor          |
| 04.02. 18:30 Uhr | Şanlıurfaspor         | 1:2 n. V. (1:1, 0:0) | Çaykur Rizespor      |
| 04.02. 20:30 Uhr | Istanbul Başakşehir   | 2:1 (2:0)            | Galatasaray Istanbul |
| 05.02. 12:30 Uhr | Akhisar Belediyespor  | 3:1 (1:0)            | Gümüşhanespor        |
| 05.02. 15:30 Uhr | Konyaspor             | 2:1 n. V. (1:1, 0:0) | Ümraniyespor         |
| 05.02. 16:15 Uhr | Kasımpaşa Istanbul    | 1:0 n. V.            | Osmanlıspor FK       |
| 05.02. 20:30 Uhr | Beşiktaş Istanbul     | 0:1 (0:0)            | Fenerbahçe Istanbul  |

### Viertelfinale
Im Hin- und Rückspiel-Modus treffen die acht Sieger aus dem Achtelfinale aufeinander. Die Hinspiele werden vom 28. Februar bis zum 2. März 2017 ausgetragen, die Rückspiele vom 4. bis 6. April 2017.
|                     | Gesamt |                      | Hinspiel  | Rückspiel |
| ------------------- | ------ | -------------------- | --------- | --------- |
| Istanbul Başakşehir | 3:1    | Akhisar Belediyespor | 1:1 (1:0) | 2:0 (1:0) |
| Kasımpaşa Istanbul  | 4:2    | Çaykur Rizespor      | 2:0 (0:0) | 2:2 (1:1) |
| Sivasspor           | 2:3    | Konyaspor            | 0:0       | 2:3 (1:2) |
| Kayserispor         | 0:6    | Fenerbahçe Istanbul  | 0:3 (0:1) | 0:3 (0:2) |

### Halbfinale
Im Hin- und Rückspiel-Modus treffen die vier Sieger aus dem Viertelfinale aufeinander. Die Hinspiele werden am 26. und 27. April 2017 ausgetragen, die Rückspiele am 16. und 17. Mai 2017.
|                     | Gesamt           |                     | Hinspiel  | Rückspiel            |
| ------------------- | ---------------- | ------------------- | --------- | -------------------- |
| Istanbul Başakşehir | 4:4 (10:9 i. E.) | Fenerbahçe Istanbul | 2:2 (2:0) | 2:2 n. V. (2:2, 1:0) |
| Kasımpaşa Istanbul  | 3:4              | Konyaspor           | 3:2 (0:2) | 0:2 (0:1)            |

### Finale
| Paarung             | Istanbul Başakşehir – Konyaspor |
| Ergebnis            | 0:0 n. V., 1:4 i. E. |
| Datum               | 31. Mai 2017 um 20:30 Uhr |
| Stadion             | Yeni Atatürk Stadı, Eskişehir |
| Schiedsrichter      | Fırat Aydınus (Istanbul) |
| Tore                | Elfmeterschießen: 0:1 Ioan Hora 1:1 Emre Belözoğlu 1:2 Riad Bajić 1:2 Alexandru Epureanu 1:3 Jagoš Vuković 1:3 Cengiz Ünder 1:4 Nejc Skubic |
| Istanbul Başakşehir | Volkan Babacan – Eren Albayrak (74. Alparslan Erdem), Alexandru Epureanu, Bekir İrtegün, Uğur Uçar – Cengiz Ünder, Mahmut Tekdemir, Emre Belözoğlu , Edin Višća, José Mossoró – Emmanuel Adebayor (82. Mustafa Pektemek, 106. Stefano Napoleoni) Cheftrainer: Abdullah Avcı |
| Konyaspor           | Serkan Kırıntılı – Barry Douglas, Jagoš Vuković, Ali Turan (119. Ioan Hora), Nejc Skubic – Amir Hadžiahmetović, Jens Jønsson (78. Volkan Fındıklı), Ali Çamdalı , Ömer Ali Şahiner, Deni Milošević (106. Moryké Fofana) – Riad Bajić Cheftrainer: Aykut Kocaman             |
| Gelbe Karten        | keine – Barry Douglas (107.) |
| Besonderheiten      | Man of the Match: Ömer Ali Şahiner |

## Torschützenliste
Bei gleicher Anzahl von Treffern sind die Spieler alphabetisch nach Nachnamen bzw. Künstlernamen sortiert.
| Rang              | Name             | Mannschaft           | Tore |
| ----------------- | ---------------- | -------------------- | ---- |
| 01.               | Ricardo Vaz Tê   | Akhisar Belediyespor | 10   |
| 02.               | Lukas Podolski   | Galatasaray Istanbul | 7    |
| 03.               | Batuhan Altıntaş | Kasımpaşa Istanbul   | 6    |
| 04.               | Cheick Diabaté   | Osmanlıspor FK       | 5    |
| 04.               | Fernandao        | Fenerbahçe Istanbul  | 5    |
| 06.               | Kerim Frei       | Beşiktaş Istanbul    | 4    |
| 07.               | je 13 Spieler    |                      | 3    |
| Stand: Saisonende |                  |                      |      |